# Teatro Teresa Carreño

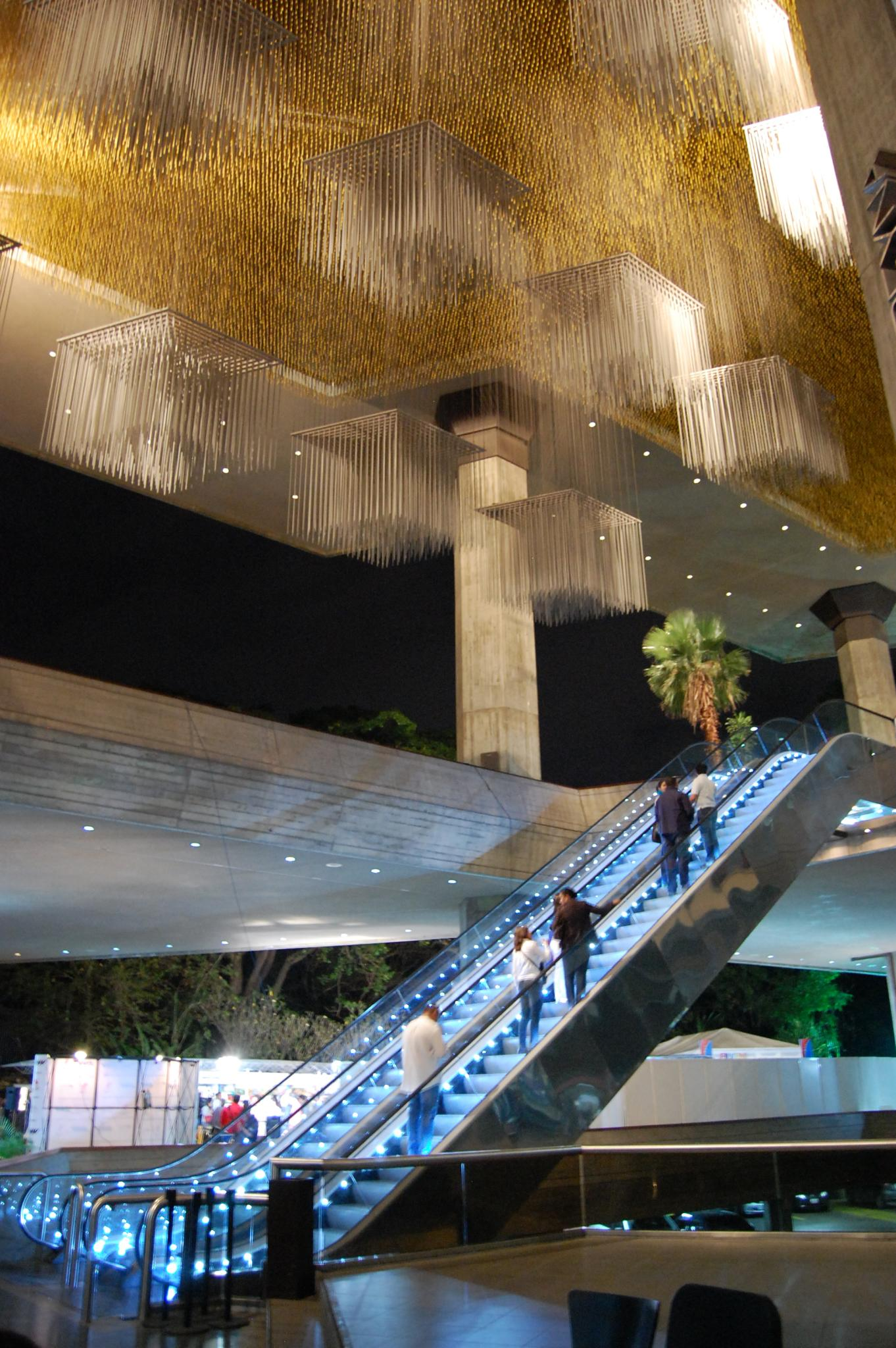

El Teatro Teresa Carreño és un dels teatres més grans a Caracas (Veneçuela). S'hi presenten regularment obres de teatre, òperes, ballets i concerts simfònics i fins i tot populars. Està situat en el districte cultural de la ciutat i es divideix principalment en dues sales: Sala José Félix Ribas i Sala Ríos Reyna. La seva superfície és de 22.000 metres quadrats. Construït el 1970 i dissenyat pels arquitectes Pres Lugo, Jesús Sandoval i Dietrich Kunckel, el teatre va ser inaugurat en diverses etapes entre 1976 i 1983. Pren el seu nom de la pianista Teresa Carreño. En els seus diferents corredors es poden contemplar obres escultòriques de Jesús Rafael Soto i Harry Abend.